# Silvia Vásquez-Lavado
Silvia Vásquez-Lavado (Lima, 1974) es una montañista y activista contra la violencia sexual peruano-estadounidense. Es reconocida por haber sido la primera peruana y primera escaladora abiertamente lesbiana del mundo en ascender a la cima del Monte Everest el 2016 y por haber sido la primera mujer peruana en haber escalado las siete cumbres el 2018. El 2016 fue nombrada embajadora de la Marca Perú por el Ministerio de Comercio Exterior y Turismo.

## Biografía
Nació en Lima, Perú, y vivió ahí hasta los 18 años cuando viajó a Estados Unidos en 1992 para estudiar allá gracias a una beca. Estudió contabilidad en Pensilvania y luego se mudó a la ciudad de San Francisco en 1997. Trabajó para Skyy Vodka en Silicon Valley hasta el año 2005, cuando fue contratada por eBay.
En 2023 publicó en castellano El abrazo de la montaña a través de Editorial Planeta, libro que había sido publicado originalmente en inglés como In the Shadow of the Mountain por Henry Holt and Company en 2022.

## Cronología de sus cumbres
| Cumbre        | País           | Altitud  | Año  | Notas |
| ------------- | -------------- | -------- | ---- | --- |
| Kilimanjaro   | Tanzania       | 5891,8 m | 2006 | 1.ª de las siete cumbres |
| Elbrús        | Rusia          | 5642 m   | 2007 | 2.ª |
| Aconcagua     | Argentina      | 6960 m   | 2014 | 3.ª |
| Kosciuszko    | Australia      | 2228 m   | 2015 | 4.ª |
| Jaya          | Indonesia      | 4884 m   | 2015 | 5.ª |
| Macizo Vinson | Antártica      | 4892 m   | 2015 | 6.ª |
| Everest       | Tíbet/Nepal    | 8848 m   | 2016 | 7.ª de las siete cumbres y primera mujer peruana en escalar el Monte Everest. Dedicó su logro a las mujeres y niñas del Perú. |
| Acatenango    | Guatemala      | 3880 m   | 2017 | [ 7 ] |
| Denali        | Estados Unidos | 6190 m   | 2018 | [ 10 ] |
| Coropuna      | Perú           | 6425 m   | 2021 | [ 7 ] |